# Vuelo 83 de National Airlines
El vuelo 83 de National Airlines era un vuelo nacional de los Estados Unidos desde el Aeropuerto Internacional de Newark, con servicio a la ciudad de Nueva York, a Filadelfia. El 14 de enero de 1951, el Douglas DC-4 de National Airlines (NA) se estrelló al aterrizar en el Aeropuerto Internacional de Filadelfia. La aeronave sobrevoló la pista, chocó contra una zanja y se incendió. De las 28 personas a bordo, 7 murieron y 11 resultaron heridas. Uno de los muertos era la única auxiliar de vuelo, Frankie Housley, que había regresado al avión en llamas para tratar de salvar a más pasajeros.

## Choque
Al llegar al Aeropuerto Internacional de Filadelfia, los pilotos intentaron aterrizar el avión demasiado lejos de la pista, en lugar de abortar la aproximación. La pista estaba helada; el avión sobrevoló, atravesó una cerca y se metió en una zanja. El ala izquierda se rompió, rompiendo los tanques de gasolina y el avión se incendió. De las 28 personas a bordo, incluidas 3 tripulantes, 7 murieron, incluidos dos bebés y un asistente de vuelo a bordo.

## Frankie Housley
Mary Frances «Frankie» Housley fue la única auxiliar de vuelo en el vuelo. Abrió la puerta de emergencia y vio el suelo a dos metros y medio más abajo. Al regresar a la cabina, ayudó a los pasajeros a soltarse los cinturones de seguridad, los guio hasta la puerta y les dio un suave empujón a los que dudaban en saltar. Después de llevar a 10 personas a un lugar seguro, regresó a la cabina para tratar de rescatar a un bebé. Una vez extinguido el fuego, se encontraron los cuerpos de cinco mujeres y dos bebés, entre ellos Housley con el cuerpo de un bebé de cuatro meses en brazos.